# Trix en Flix

Kaart van Europees kampioenschap voetbal 2008, waar beide de mascotte van waren.

Trix en Flix zijn de officiële mascottes van het Europees kampioenschap voetbal 2008 dat werd gehouden in Oostenrijk en Zwitserland.

## Uiterlijk
Trix en Flix zijn poppen met een blanke huidskleur en dragen de shirts van de nationale voetbalteams van de gastlanden. Op de achterzijde van hun shirts staan respectievelijk rugnummer 20 en 08, die samen het jaar van het toernooi vormen. Beide zijn elkaars tweelingbroers. De ene broer is altijd netjes gekleed, altijd relaxed en kalm en de andere is creatief en temperamentvol. 
Het was voor het eerst sinds jaren dat een Europees kampioenschap voetbal twee mascottes kreeg. Volgens de UEFA is hiervoor gekozen omdat je twee spelers nodig hebt om te kunnen voetballen en omdat het toernooi in 2008 door twee landen werd georganiseerd. 
Hun omhoogstaande kapsels hebben de rode- en witte kleuren van het toernooilogo en de vorm van hun haar representeert het Alpen-gebergte. Hun beeltenis werd op 27 september 2007 gepresenteerd in het Museumkwartier in Wenen. Het ontwerp en de bouw van de pakken werd uitgevoerd door Warner Bros, dat twee jaren aan het ontwerp gewerkt had. Volgens de organisatie van het toernooi staan beide symbool voor vrolijkheid en levensvreugde. Na hun presentatie werden hun beeltenissen uitgedeeld onder de bevolking van de gastlanden.

### Afkomst
De mascottes zouden magische krachten bezitten en zijn afkomstig uit een fantasiedorp ergens in de Alpenvallei. In het dorp is uiteraard een voetbalstadion, bestaande uit stenen en boomstammen die de goal vormen. 

## Naamkeuze
| Positie | Namen         | Percentage |
| ------- | ------------- | ---------- |
| 1       | Trix en Flix  | 36,3%      |
| 2       | Flits en Bitz | 33,7%      |
| 3       | Zag en Zigi   | 30%        |

De UEFA schreef een wedstrijd uit voor de beste naam voor het tweetal. Op de website van de UEFA kon worden gestemd. "Ik ben er zeker van dat de mascottes en hun namen deel gaan uitmaken van het vitale deel rondom de doelstellingen van het evenement", zei Christian Mutschler (directeur van het toernooi namens Zwitserland).
1980: Pinocchio ·
1984: Peno ·
1988: Berni ·
1992: Rabbit ·
1996: Goliath ·
2000: Benelucky ·
2004: Kinas ·
2008: Trix en Flix ·
2012: Slavek en Slavko ·
2016: Super Victor ·
2020: Skillzy ·
2024: Albärt